# Еріба-Адад I
Еріба-Адад I (аккад. «Адад примножив») — правитель міста Ашшур (бл. 1380–1354 до н. е.). Син Ашшур-бел-нішешу. В приватних документах титулував себе вже «царем», хоч в офіційних надписах він так себе не називав, але все ж прийняв назву «поставлений Еллілем».
Еріба-Адад I був скоріш за все васалом Мітанні.
| Попередник           | Цар Асирії               | Наступник       |
| -------------------- | ------------------------ | --------------- |
| Ашшур-наддін-аххе ІІ | бл. 1380 — 1354 до н. е. | Ашшур-убалліт І |

## Сучасники Еріба-Адада I (1380–1354) царя Асирії
| Єгипет                        | Мітанні                 | Хетти                    |
| ----------------------------- | ----------------------- | ------------------------ |
| Аменхотеп III (1405(02)-1367) | Шуттарна II (1400–1375) | Тудхалія III (1400–1380) |
| Ехнатон (1364–1347)           | Арташшумара (1375–1370) | Суппіліума I (1380–1334) |
|                               | Тушратта (1370–1350)    |                          |